# Dortmunder Bergmann Brauerei
 (avril 2021).
Si vous disposez d'ouvrages ou d'articles de référence ou si vous connaissez des sites web de qualité traitant du thème abordé ici, merci de compléter l'article en donnant les références utiles à sa vérifiabilité et en les liant à la section « Notes et références ».
La Dortmunder Bergmann Brauerei est une brasserie à Dortmund.

## Histoire

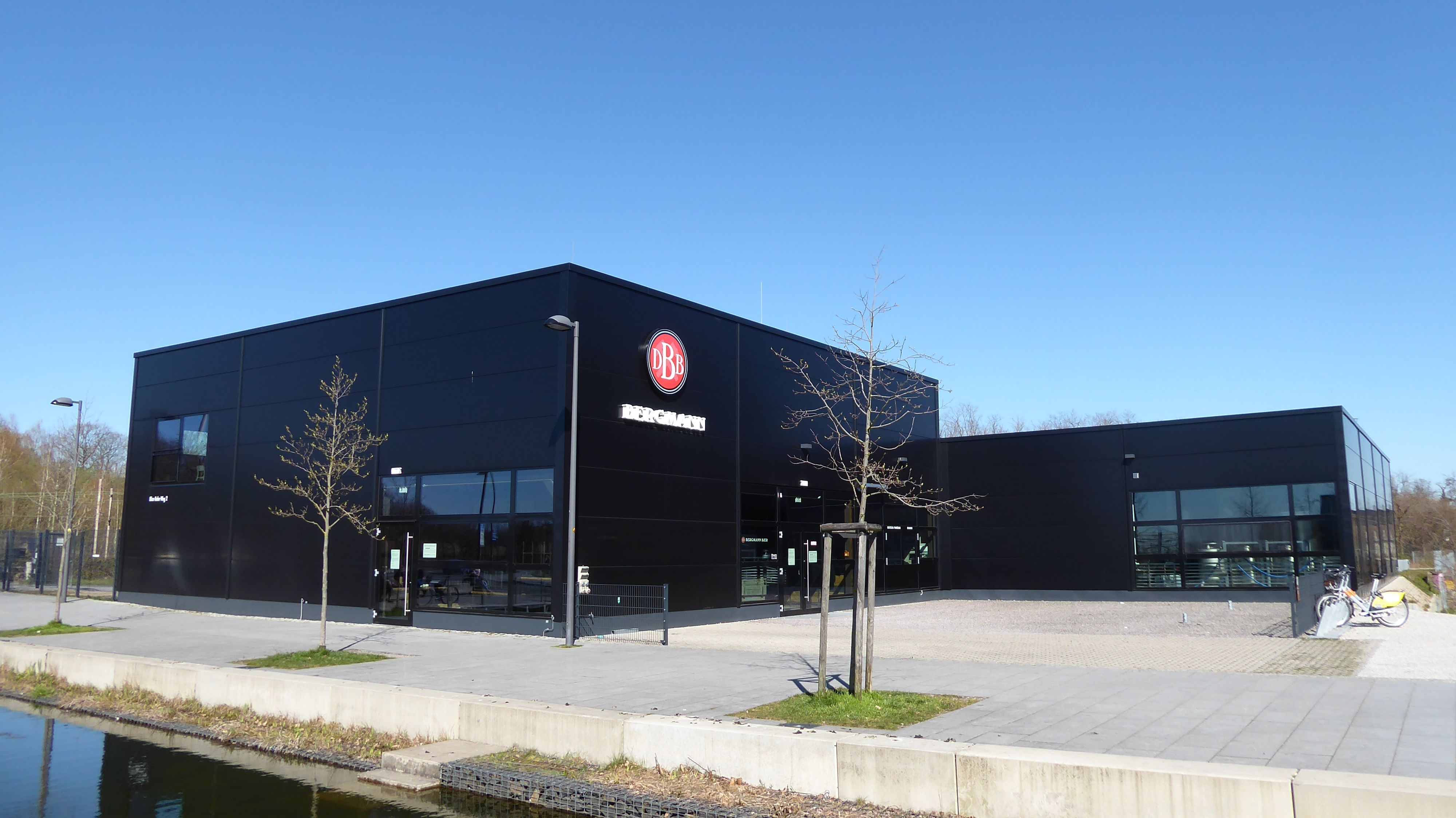
Siège de l'entreprise (2017)

La brasserie est fondée en 1796 par la famille Bergmann dans le quartier de Rahm à Dortmund.
En 1966, elle emploie 109 personnes et produisait 96 000 hectolitres de bière. Elle est reprise par Dortmunder Ritter-Brauerei en 1972.
En 2005, Thomas Raphael acquiert les droits de marque précédemment abandonnés sous le nom Dortmunder Bergmann Bier et relance la marque Bergmann. Aujourd'hui, l'export, la Spezialbier, la pils et la schwarzbier sont brassées dans la brasserie Bosch.
Fin 2008, une brasserie distincte est installée au port de Dortmund, où des spécialités sont brassées depuis l'achèvement en avril 2010. En 2016, la production est de 4 000 hl.
Depuis 2017, la brasserie est située dans le quartier Hörde, dans la zone commerciale Phoenix West.

## Production
En plus des bières traditionnelles, trois bières sont proposées dans le style des bières artisanales :
- Adambier, une bière forte traditionnelle à fermentation haute dont les racines historiques vont du Moyen Âge aux années 1960
- 1972, une bock blonde légère et lourde de levure, qui, par son nom, commémore la fermeture de la brasserie historique de Bergmann cette année
- Hopfensünde, une bière double houblonnée faite avec des arômes de houblon